# SP Invisível
SP Invisível é uma Organização Não Governamental ligada a Igreja Batista criada em 2014 sobre conscientização sobre a população em situação de rua de São Paulo.

## História
A SP Invisível foi criada em 2014 quando os fundadores, André Soler e Vinícius Lima, receberam a missão em uma dinâmica da igreja coordenada por Joabe Santos de fotografar tudo o que era invisível em São Paulo. Em 2024, a ONG sofreu uma queda de 40% nas doações. Por isso, fizeram a campanha Olimpíadas Invisíveis, fazendo alusão dos Jogos Olímpicos em Paris.

## Iniciativas
A SP Invisível é conhecida por postar histórias sobre a população de rua de São Paulo nas redes sociais, como Instagram, Facebook, Twitter e YouTube, e em seu site. Em dezembro de 2023, tinha mais de 300 mil seguidores. A ONG é financiada através de doações. Entre os maiores doadores, estão a ADM, Microsoft, Dell, General Motors, Bauducco e Boticário. Um ano após sua estreia, o projeto foi replicado em mais de trinta cidades.

### Campanhas

#### Campanhas de arrecadação
A SP Invisível organiza diversas campanhas de arrecadação. Por vezes, famosos como Chris Martin, vocalista do Coldplay, participam das campanhas como voluntários. A SP Sem Frio é organizada durante o inverno, onde são entregues agasalhos e outros itens para a temporada. A Natal Invisível é a campanha de arrecadação no Natal, onde são entregues itens e realizadas ceias com shows, comidas, bebidas e presentes. A Páscoa Invisível entrega kits na Páscoa. No Carnaval Invisível, são realizadas ações relativas a catadores de material reciclável Carnaval. O Fluxo Sem Tabu distribui kits de higiene para pessoas que menstruam. A SP Invisível também realizou um mutirão para distribuição de água devido aos efeitos da crise climática.

#### Jornada de Emancipação
A campanha gera empregos para pessoas em situação de rua para que elas possam ser independentes. A iniciativa nasceu em 2023, quando a SP Invisível formou 45 indivíduos e empregou 17 na área de gastronomia.

#### Terra dos Invisíveis
A Terra dos Invisíveis é um projeto em parceria com a agência de dados iD\TBWA que levanta dados sobre a população de rua de São Paulo. O censo de 2022 aponta que havia 31.884 pessoas em situação de rua na metrópole. O número de pessoas é maior do que 89% dos municípios do Brasil.
O Partido Invisível foi um projeto de 2024, nascido pelo incômodo da ONG pelos vereadores de São Paulo não conhecerem as ruas da cidade. O partido fictício reuniu 20 representantes e propostas, que eram norteadas por garantia da segurança alimentar, ampliação das repúblicas com desconto social e de projetos de capacitação técnica. Também foi feito um multirão para a emissão de títulos de eleitor no Tribunal Regional Eleitoral de São Paulo. A SP Invisível levou as propostas para pré-candidatos a prefeito nas eleições de São Paulo em 2024.

## Produções
Em 4 de fevereiro de 2016, o Carnaval Invisível foi transformado em série em parceria com a Revista Vaidapé. Em 2021, a SP Invisível lançou A Pandemia Que Ninguém Vê, com a história de 100 pessoas que são da população de rua, entregadores, profissionais da saúde, de cemitérios e da reclicagem.